# Cerro Yutajé
Le Cerro Yutajé est un sommet qui culmine à 2 990 mètres d'altitude[réf. nécessaire]. Il est situé dans l'État d'Amazonas au Venezuela.